# Tallós Ilona
Tallós Ilona (Gombos, 1918. április 12. – Siófok, 1991. augusztus 20.) magyar festőművész.

## Élete és munkássága
1918. április 12-én született Gomboson (Bogojevo, ma Szerbia). 1937 és 1945 között a Magyar Képzőművészeti Főiskolán tanult, mesterei Burghardt Rezső, Elekfy Jenő, Szőnyi István és Varga Nándor Lajos voltak. 1942-ben elnyerte Árpád-házi Boldog Margit képpályázat díját. 1944 júniusában feleségül ment Somlai Gyulához, férje azonban 1945 januárjában meghalt.
Első önálló kiállítását 1948-ban rendezte a Művész Galériában. 1948-tól a Dési Huber István Képzőművész Kör tanára. 1950–1952 között a Dekorációs Nemzeti Vállalatnál dolgozik. 1952-ben férjhez ment Ficsór Bélához, aki 1963-ban meghalt. 1957-ben jugoszláviai, 1959-ben franciaországi utazást tett, 1962 nyarán háromhónapos tanulmányúton járt Olaszországban. 1965-ben gyűjteményes tárlata volt a Csók Galériában, ahol a nagybányai művésztelep hagyományaihoz köthető, fesztelen tónusgazdagságú, főként többnyire expresszív ritmusú tájképeket, portrékat és csendéleteket mutatott be. 1970–1975 között Linzben élt, Wilhelm Bruschek felesége. 1978–1979-ben három hónapot töltött Algériában. 1991. augusztus 20-án meghal Siófokon.
Magyarországi tájakat, az olasz tengerpartot, Dalmáciát, és a francia tájakat is festett. Ugyanakkor műveiben helyet kaptak olyan bensőséges témák, mint portrék, aktok,  balatoni parasztházak vagy szobabelsők, érzékeny koloritú virágcsendéletek és zsánerjelenetek. Művei olajképek, akvarellek, filctoll-tanulmányok és vegyes technikájú vázlatok. A Magyar Nemzeti Galériában húsz műve található.

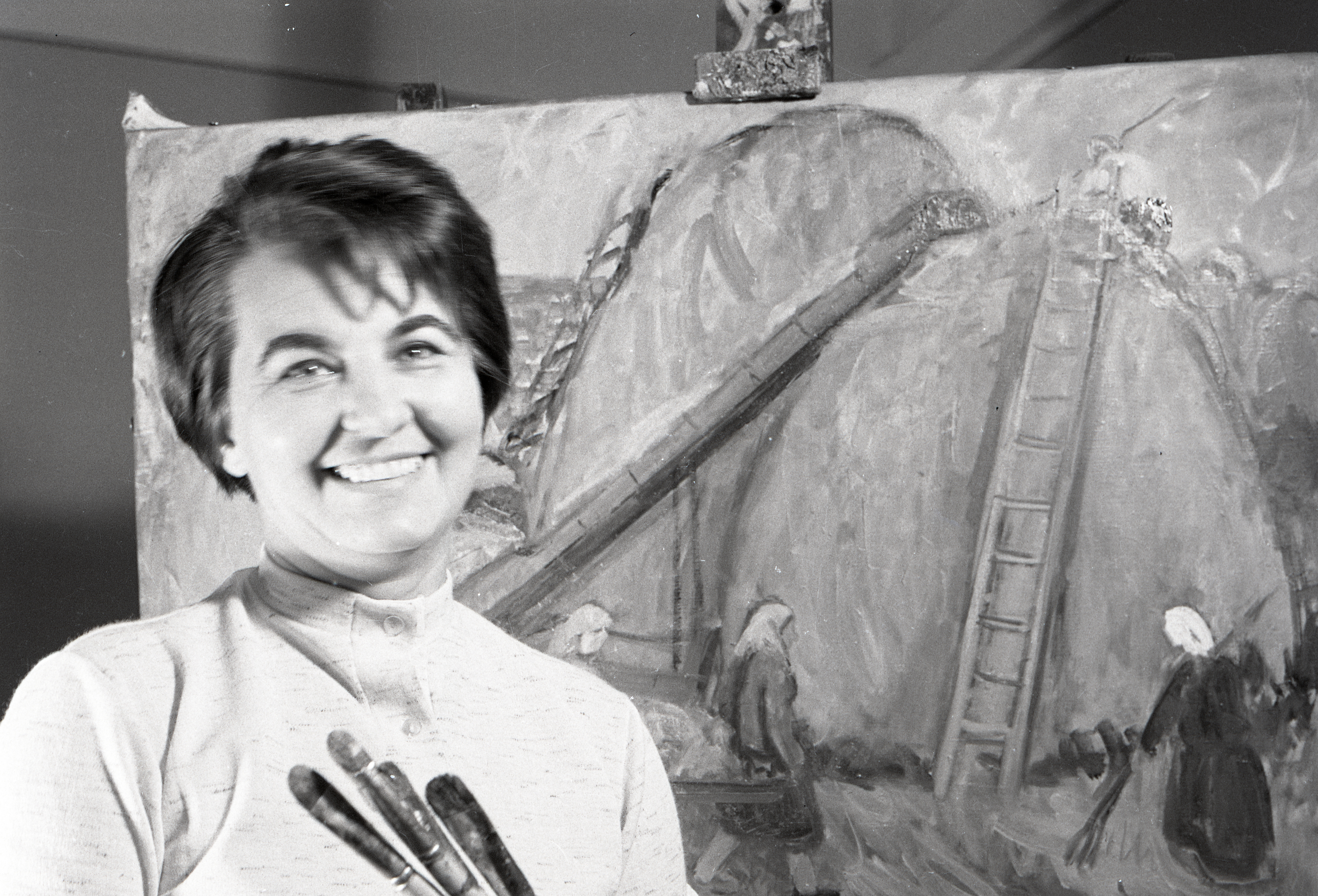
Tallós Ilona a Csépelnek az állami gazdaságban című képével, 1961 körül

## Egyéni kiállítások
- 1948 • Művész Galéria, Budapest (Breznay Józseffel és M. Kemény Judittal)
- 1965 • Csók Galéria, Budapest (megnyitja: Fehér Zsuzsa)
- 1967 • Frankel Leó Művelődési Ház, Budapest
- 1969 • Vaszary Terem, Kaposvár (megnyitja: Rostás Károly)
- 1972 • Képcsarnok, Győr (megnyitja: Gárdonyi Béla)
- 1974 • Aba Novák Terem, Szolnok (megnyitja: Oláh János)
- 1979 • Oran (Algéria), Centre Culturel Français
- 1985 • Egry József Terem, Nagykanizsa
- 1992 • Emlékkiállítás, Art Business Center, Budapest
- 1993 • Zamárdi, Polgármesteri Hivatal, díszterem
- 1993 • Árpád Szakképző Iskola, Székesfehérvár
- 1995 • Nagykanizsa, Hevesi Sándor Művelődési Köz pont (megnyitja: Pogány Ö. Gábor)
- 1995 • Jótékony célú emlékkiállítás az Országos Onkológiai Intézetben
- 1998 • Balatonszéplak, Ezüstpart Hotel (megnyitja: Balázs Árpád, Faludy Anikó)
- 1999 • A Balaton világa, Budapest, Bank Center Galéria
- 2000 • Budapest, Sziget Galéria (megnyitja: Bognár Tünde)
- 2005 • Tallós Ilona és unokája, Somlai Barbara „Alma és fája” című kiállítása, Budapest, Klebelsberg Kultúrkúria
- 2013 • Borkatakomba, Budapest
- 2018 • Centenáriumi emlékkiállítás, Nagy Gyula Galéria, Lovas (megnyitja: Feledy Balázs)

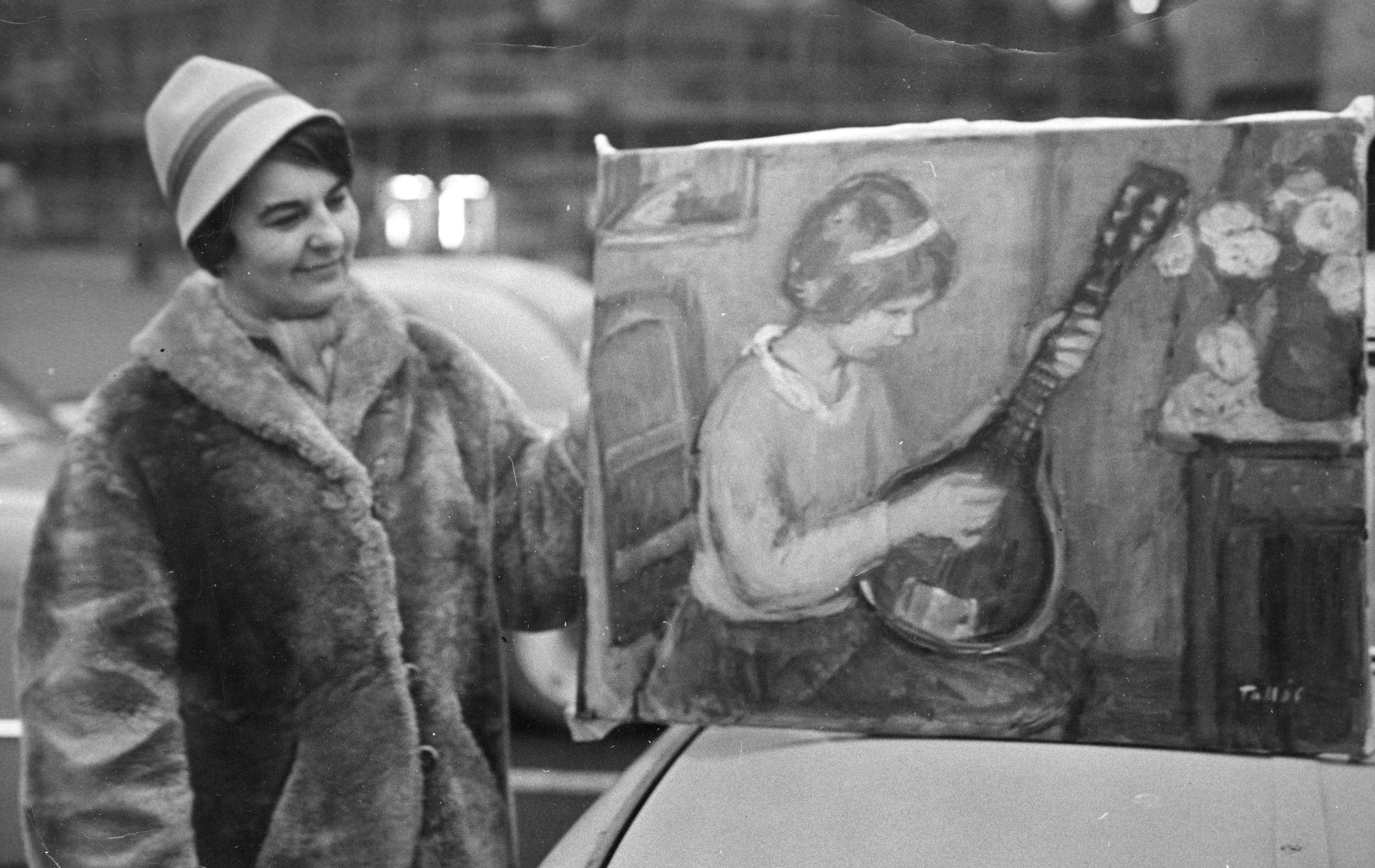
Tallós Ilona a Mandolinos lány című portréjával, 1960-as évek

## Válogatott csoportos kiállítások
- 1939 • Derű a művészetben, Műcsarnok, Budapest
- 1940 • A magyar művészetért, Műcsarnok, Budapest
- 1946 • Fiatal magyar képzőművészek, Fővárosi Képtár, Budapest
- 1948 • Száz magyar művész alkotásai, Fővárosi Képtár, Budapest
- 1958 • Magyar Képzőművésznők kiállítása, Műcsarnok, Budapest
- 1959 • Magyar Képzőművésznők II. kiállítása, Műcsarnok, Budapest
- 1960 • Dolgozó emberek között, Ernst Múzeum, Budapest • Képzőművészetünk a felszabadulás után, Magyar Nemzeti Galéria, Budapest • Munka dicsérete, Csók Galéria, Budapest
- 1961 • Boldog gyermekévek, Műcsarnok, Budapest
- 1962 • 9. Magyar Képzőművészeti kiállítás, Műcsarnok, Budapest
- 1964 • Magyar művészek a nagyvilágban, Hazafias Népfront II. Kerületi Bizottsága Radnóti Klubja, Budapest • Radnóti-illusztrációk, Hazafias Népfront II. Kerületi Bizottsága Radnóti Miklós Klubja, Budapest
- 1967 • Magyar festők Itáliában, Magyar Nemzeti Galéria, Budapest
- 1970 • II. Országos Akvarell Biennálé, Eger

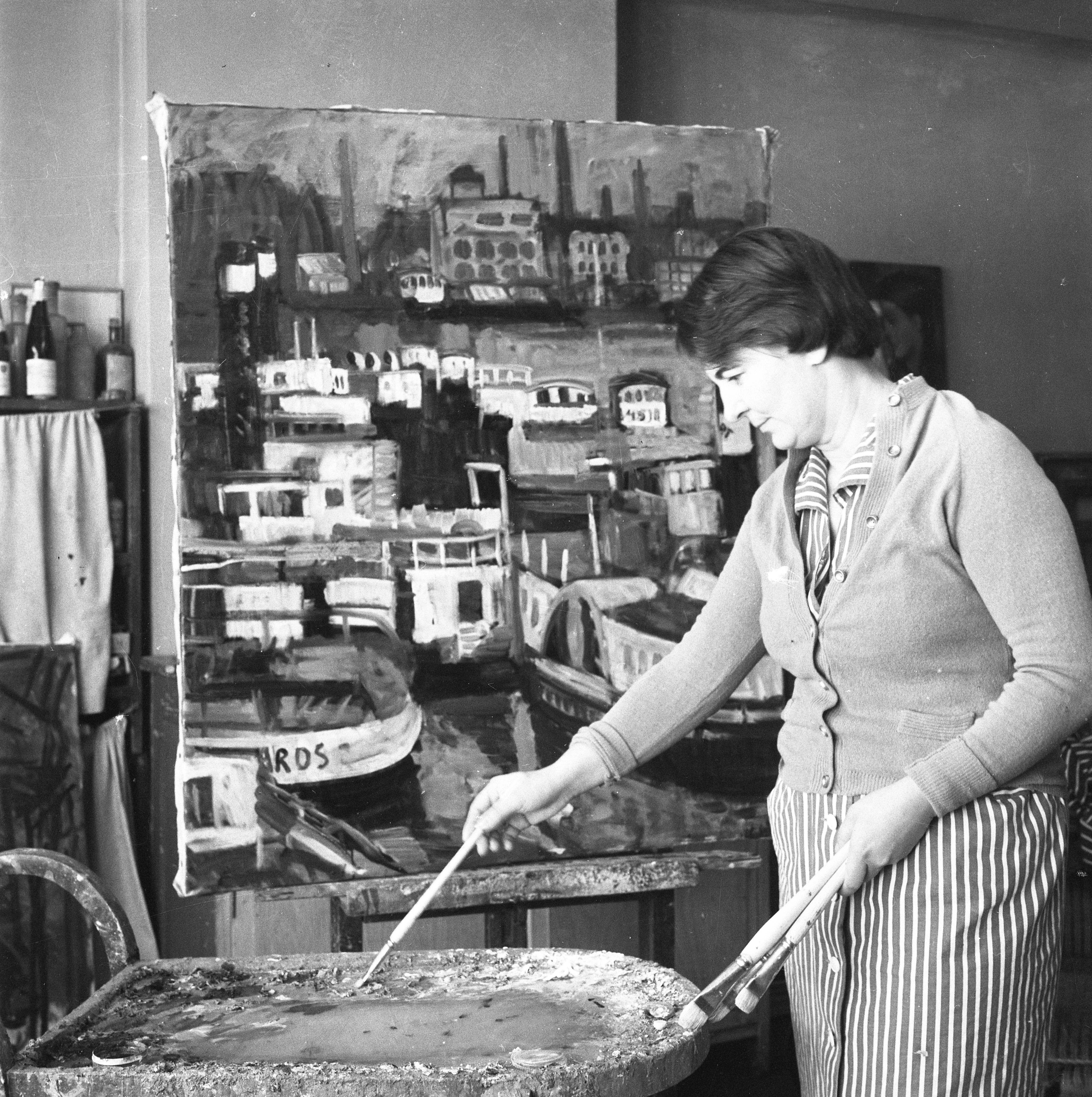
Tallós Ilona az újpesti Téli kikötőt festi, 1961. december